# Praça Maior de Salamanca

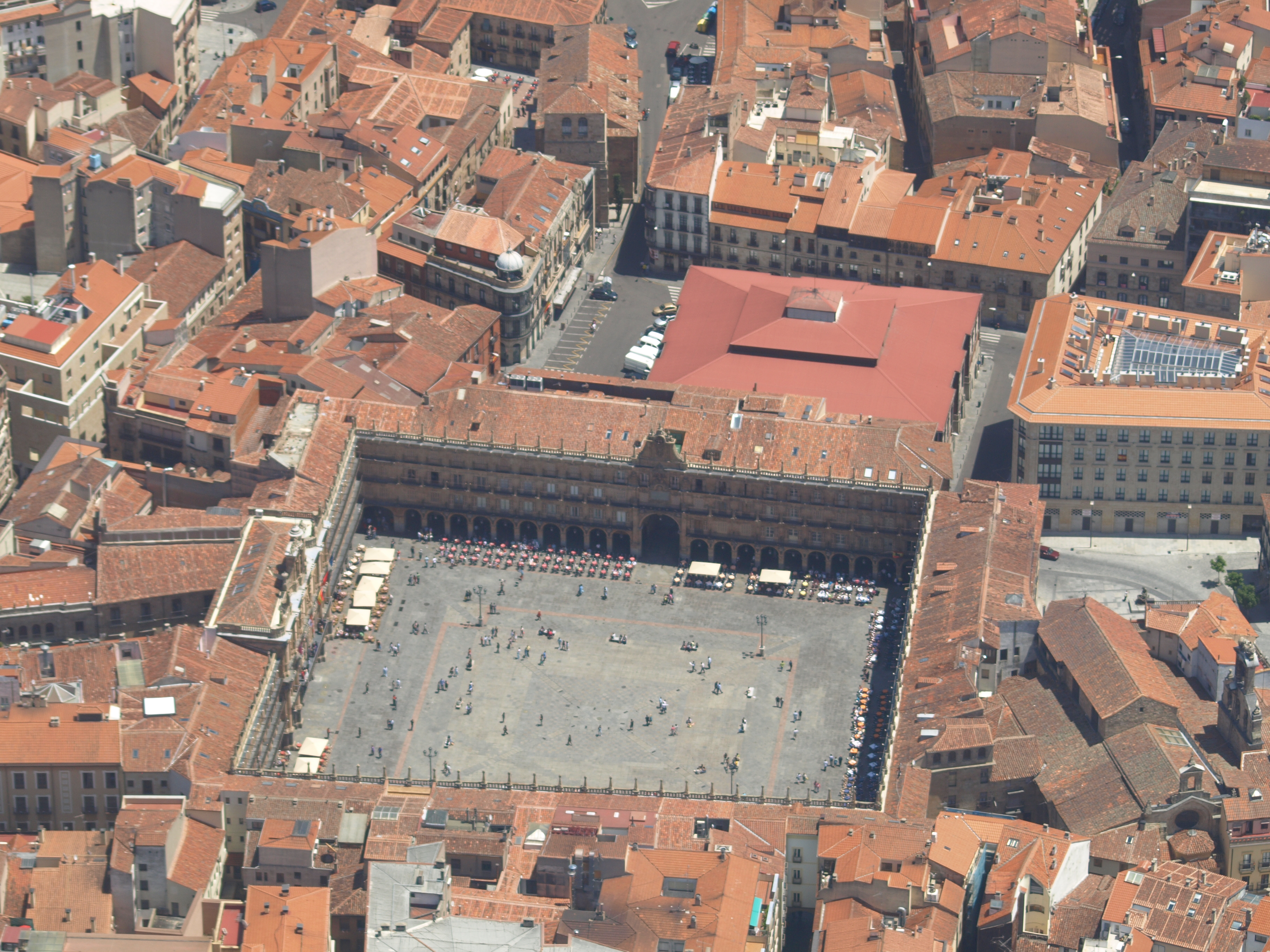
Plaza Mayor de Salamanca

A Praça Maior de Salamanca, Plaza Mayor em Espanhol, é localizada na parte antiga da cidade. 
Plaza Mayor: foi  arquitetada estilo barroco, desenhada pelos arquitetos Alberto e Nicolás Churriguera, é o mais importante dos espaços públicos e praças ,e considerada o coração da cidade. Plaza Mayor  em Salamanca , Espanha , é uma grande praça localizada no centro de histórico Salamanca, usada como praça pública . Foi construído de forma tradicional e é uma área de reunião popular. É amplamente considerada uma das praças mais bonitas da Espanha  ,uma praça que atrai muitos turistas por ano. 